# Amblypomacentrus kuiteri
Amblypomacentrus kuiteri là một loài cá biển thuộc chi Amblypomacentrus trong họ Cá thia. Loài này được mô tả lần đầu tiên vào năm 1995.

## Từ nguyên
Từ định danh trong danh pháp được đặt theo tên của Rudie H. Kuiter, nhiếp ảnh gia dưới nước người Úc, người đã thu thập mẫu định danh của loài này và cũng để tri ân những đóng góp của ông về các loài cá rạn san hô nhiệt đới ở Úc và Indonesia.

## Phân loại học
A. kuiteri ban đầu được xếp vào chi Chrysiptera, nhưng dựa vào các bằng chứng di truyền và kiểu hình nên đã được chuyển sang chi Amblypomacentrus này.

## Phạm vi phân bố và môi trường sống
A. kuiteri chỉ được biết qua các mẫu vật được thu thập tại Sri Lanka và đảo Bali (Indonesia). A. kuiteri sống gần những rạn san hô trên nền cát ở độ sâu trong khoảng 15–30 m.

## Mô tả
A. kuiteri có chiều dài cơ thể tối đa được ghi nhận là 7,5 cm. Cơ thể có màu trắng với 3 dải sọc đen nổi bật, trong đó dải thứ nhất băng qua mắt, dải thứ 2 và thứ 3 nằm lần lượt ở các vị trí các tia gai và và vây mềm của vây lưng, kéo dài xuống bụng. Các dải đen này rộng hơn so với Amblypomacentrus tricinctus.
Số gai ở vây lưng: 13; Số tia vây ở vây lưng: 11; Số gai ở vây hậu môn: 2; Số tia vây ở vây hậu môn: 12; Số tia vây ở vây ngực: 17–18; Số lược mang: 20–22.

## Sinh thái học
Thức ăn của A. kuiteri chủ yếu là những loài động vật phù du. Cá con thường sống đơn độc, trong khi cá trưởng thành có xu hướng bơi theo cặp. Chúng đào hang làm tổ giữa đống đá vụn. Cá đực có tập tính bảo vệ và chăm sóc trứng.